# Estádio Internacional de Amã
O Estádio Internacional de Amã (Árabe: ستاد عمان الدولي) é o maior estádio de Amã, na Jordânia. É o maior estádio da Jordânia, com uma suposta capacidade de 40.000 espectadores.
Foi o primeiro no Reino Hachemita da Jordânia e ele realizou o primeiro jogo entre a equipe e a Jordânia e a Seleção Egípcia de Futebol e foi um amistoso.
É  um dos melhores estádios de futebol Jordânia, constituída por três níveis de primeira instância em que a principal plataforma é melhor do que o segundo e terceiro grau, porque resguardados do topo, há lugares de primeira classe para o grau em que os lados do pódio Principais pontos da esquerda e da direita, a segunda divisão e estam no estádio, dois, três classes está relacionada principalmente com a primeira e segunda instância.